# Bureaucratie mécaniste
Dans la théorie des organisations, une bureaucratie mécaniste est une organisation qui met la standardisation des procédés au cœur de son système de fonctionnement.
Les caractéristiques principales de la bureaucratie mécaniste sont :
- les tâches fortement spécialisées ;
- les tâches opérationnelles routinières ;
- les procédures très formalisées ;
- le pouvoir décisionnel relativement centralisé ;
- l'usage de systèmes de planification ;
- la structure administrative élaborée.

Ce mode d'organisation est considéré comme particulièrement pertinent dans le cadre d'un environnement stable.
Comme exemples on retrouve les administrations publiques en général.
Ce type d'organisation peut mener à des dérives. On l'appelle alors « bureaucratie », au sens péjoratif. Un des moyens de lutte contre ces dérives est la réduction des formalités administratives.